# Von Haut zu Haut
Von Haut zu Haut ist ein deutscher Spielfilm aus den Jahren 1968/69 von Hans Schott-Schöbinger (unter dem Pseudonym John Scott), erschienen 1970.

## Handlung
Nicki und Karen sind Zwillingsschwestern, die gleich denken, gleich fühlen und denselben Stimmungen unterworfen sind. Lediglich bei der Partnerwahl gehen die beiden attraktiven jungen Frauen unterschiedliche Wege. Während Nicki als Lesbe sich in Bonnie verguckt hat, ist Karen streng hetero und in Jerry verliebt, den sie wenig später auch heiratet. Nicki leidet seit einiger Zeit unter unerklärlichen, merkwürdigen Anfällen und Aussetzern, die ganz offensichtlich in Korrelation zu der überaus engen Beziehung zu Karen steht. Zwischen den Zwillingen besteht ein telepathischer Kontakt. Dieser geht so weit, dass Karen beim Sex mit Jerry empfindet, als hätte Nicki mit ihrem Mann geschlafen.
Da Nicki ebenfalls intuitiv spürt, wann Karen und Jerry miteinander schlafen, wird ihr diese spirituelle bzw. telepathische Nähe ein wenig unheimlich und konsultiert einen Arzt. Zur selben Zeit heftet sich ein Mann an Nickis Fersen, der bald die Züge eines Stalkers annimmt. Nicki fürchtet bald, den Verstand zu verlieren, und auch Karen beginnt daraufhin die Ängste ihrer Schwester hautnah zu spüren. Der unheimliche Stalker mit der Sonnenbrille wird bald immer aufdringlicher und besitzt eine Vorliebe für scharfe Messer. Bald kommt es zum ersten Verbrechen aus Leidenschaft und eine der beiden Schwestern wird ermordet in einem Steinbruch aufgefunden.

## Produktionsnotizen und Wissenswertes
Von Haut zu Haut entstand 1968 und 1969 in Passau und wurde am 23. Januar 1970 uraufgeführt.
Die Filmbauten entwarf Nino Borghi, die Kostüme Eva Gall.
Für den 84-jährigen Schauspielveteran Rudolf Forster war dies der letzte Film. Er starb während der ersten Hälfte der Dreharbeiten 1968. Obwohl Von Haut zu Haut als letzter Film des Regisseurs in die Kinos gelangte, entstand Schott-Schöbingers 1969 uraufgeführte Softsex-Erotika Die nackte Bovary danach.

## Kritik
Das Lexikon des internationalen Films sah in dem Streifen eine „unerquickliche Mischung aus Kitsch, Sex und Grusel mit pseudowissenschaftlichem Geschwafel über Telepathie.“